# Efstratios Papaefstratiu
Efstratios Papaefstratiu, gr. Ευστράτιος Παπαευστρατίου (ur. 12 lutego 1935 w Atenach, zm. 22 listopada 2006) – grecki polityk i prawnik, parlamentarzysta krajowy, od 1981 do 1984 poseł do Parlamentu Europejskiego II kadencji.

## Życiorys
Pochodził z wyspy Lesbos. Ukończył studia prawnicze, po których praktykował jako adwokat. Zaangażował się w działalność polityczną w ramach Nowej Demokracji. W 1974 kandydował do Parlamentu Hellenów, mandat uzyskał w wyborach 3 lata później z okręgu Lesbos. Od 1 stycznia do 2 listopada 1981 wykonywał mandat posła do Parlamentu Europejskiego w ramach delegacji krajowej, w październiku 1981 wybrano go w wyborach powszechnych. Początkowo pozostawał niezrzeszony, potem przystąpił do Europejskiej Partii Ludowej (od 1982 do 1984 zasiadał w jej prezydium). Został przewodniczącym Komisji ds. Socjalnych i Zatrudnienia (1982–1984), należał też m.in. do Komisji ds. Regulaminu i Petycji. Od 1989 do 1993 pozostawał sekretarzem generalnym w ministerstwie ds. Wysp Egejskich.